# 孔志清
孔志清（1917年—1998年），男，独龙族，云南贡山人，中国政治人物，曾任怒江傈僳族自治州政协副主席，第三届全国人大代表，第五、六、七、八届全国政协委员。